# Amour oral
Albums de Loco Locass
In Vivo Le Québec est mort, vive le Québec !
Amour oral est le second album studio du groupe de rap québécois Loco Locass, sorti le 2 novembre 2004. Il contient notamment la très populaire chanson Libérez-nous des libéraux.

## Histoire
Le groupe a reçu pour cet album, lors de l'édition 2005 du gala de l'ADISQ, les prix Félix dans les catégories « Auteur ou compositeur de l'année » et « Album de l’année - Hip-Hop ».
Au gala MIMI 2005, l'album Amour oral a reçu le prix Mots-dits pour « la profondeur et le raffinement de la livraison du texte », alors que la chanson Libérez-nous des libéraux a été désignée chanson de l'année.
L'album a été certifié disque d'or pour avoir franchi le cap des 50 000 copies vendues .
La pochette d'Amour oral s'est vu décerner en 2005 un prix de design graphique Grafika dans la catégorie « Pochette cd/dvd/vidéo ».
La chanson La Censure pour l'échafaud tient d'un jeu de mots sur le film noir Ascenseur pour l'échafaud.

## Liste des chansons
Toutes les chansons sont composées par Chafiik. Les paroliers sont indiqués entre parenthèses
| 1.    | Résistance (Biz, Batlam, Chafiik)              | 4:49 |
| 2.    | La Bataille des murailles (Biz)                | 4:30 |
| 3.    | W Roi (Batlam)                                 | 1:00 |
| 4.    | Antiaméricanisme primaire (Chafiik)            | 3:36 |
| 5.    | Groove Grave (Batlam)                          | 4:51 |
| 6.    | Bonzaïon (Biz, Batlam)                         | 4:52 |
| 7.    | La Censure pour l'échafaud (Biz, Batlam)       | 4:39 |
| 8.    | Spleen et Montréal (Biz)                       | 4:27 |
| 9.    | Maison et idéal (Chafiik, Abdel Karim Benzaïd) | 5:24 |
| 10.   | La Survenante (Batlam)                         | 5:28 |
| 11.   | Antigone (Biz)                                 | 4:18 |
| 12.   | Libérez-nous des libéraux (Biz, Batlam)        | 6:04 |
| 13.   | Engouement (Biz, Batlam, Chafiik)              | 4:02 |
| 58:00 |                                                |      |

## Crédits

### Loco Locass
- Biz - Rappeur, Parolier
- Batlam - Rappeur, Parolier
- Chafiik - Rappeur, Parolier, Composieur, Réalisateur, Tous les instruments à part mentionnés en bas

#### Autres collaborateurs
- Pierre Falardeau - Discours dans "Résistance"
- Les Charbonniers de l'enfer - chœurs dans "La Bataille des murailles"
- Jéricho Sanz-LeCoq - Violon dans "W Roi"
- Roussel Gendron - Violoncelle dans "W Roi"
- Jean-Sauvage Larouche - Clavecin Électrique dans "W Roi"
- Josiane Bérard - Piano dans "W Roi"
- Gaston Guay-Castonguay - Batterie dans "W Roi"
- Rod Shearer - Voix dans "Bonzaïon"
- Guido Del Fabbro - Violon dans "La Censure pour l'échafaud", "Spleen et Montréal", "Maison et idéal", "Libérez-nous des libéraux" et "Engouement"
- Éric West-Millette - Contrebasse dans "La Censure pour l'échafaud"
- D'Iberville Plante - Cor Français dans "La Censure pour l'échafaud"
- Gontran Ducasse - Bugle dans "La Censure pour l'échafaud"
- Marie-Anne Alepin, Marie Leclaire et Sara d'Arabie - Voix dans "Spleen et Montréal" et "Engouement"
- Karim de Syncop - Voix dans "Maison et idéal"
- François Parenteau - Rôle de Jean Charest dans "Libérez-nous des libéraux"
- Christian Vanasse - Rôle de Paul Martin dans "Libérez-nous des libéraux"
- Momo Sahtïn - Hautbois dans "Engouement"

#### Échantillons
- "Résistance" contient un échantillon de "Vulgus vs. sanctus" de Loco Locass.
- "La Bataille des murailles" contient un échantillon de "L'affaire dumontier (Say To Me)" du groupe The Box.
- "Bonzaïon" contient un extrait du film du même nom réalisé par Clermont Jolicoeur et Danny Gilmore.
- "Maison et idéal" contient des échantillons de: "Carquois (version démo)" de Ghislain Poirier et Séba, "La Porte du Ciel" de Richard Desjardins, "Superflip" de Superflip, "L'Assaut" de Loco Locass et "Malamalangue" de Loco Locass.
- "La Survenante" contient un échantillon du "Lac des Cygnes" de Piotr Ilitch Tchaïkovski.
- "Antigone" contient un échantillon de "Cristal Numérique-Bang" de Vincent Dionne.
- "Libérez-nous des libéraux" contient un extrait d'une entrevue de René Lévesque tiré de l'émission Point de Mire et un échantillon de "Cristal Numérique-Baschet (1)" de Vincent Dionne.